# Terra Indígena Carreteiro
A Terra Indígena Carreteiro é uma reserva indígena localizada no município de Água Santa, estado do Rio Grande do Sul, à 2 KM da sede do município. A reserva foi demarcada em 1911 (106 anos) pela Comissão de Terras de Passo Fundo. Pertencia na época ao município de Tapejara, passando a fazer parte de Água Santa após sua emancipação em 1987. No início da década de 90 a reserva passou por uma redemarcação, homologada em março de 1991, aumentando sua área de 601 ha para os atuais 602,98 hectares, que abrangem 2,04% do território água-santense. Os indígenas moradores da aldeia, de origem kaingang, reivindicam uma nova expansão da área demarcada, porém não há até agora qualquer resposta oficial ao pedido.
A população da reserva aumentou de 45 indígenas, em 1945 para 197 em 2014, divididos em aproximadamente 60 famílias que tiram o seu sustento da agricultura, pesca e também da fabricação de tijolos e produção de chás em um horto medicinal.
A reserva conta com uma unidade básica de saúde com farmácia própria, que proporciona atendimento de médicos, enfermeiros, agentes de saúde, além de disponibilizar carro para transporte de pacientes. Na área da educação há a a Escola Estadual Indígena Almeirão Domingues Nunes que atende mais de 30 alunos, todos moradores da reserva. Na área de habitação, 100% das residências contam com abastecimento de energia elétrica e água potável. A reserva conta com uma lavoura coletiva, um horto medicinal e também com uma cerâmica especializada na produção de tijolos, melhorando a qualidade de vida da população indígena.